# Барду
Барду (норв. Bardu) — коммуна в губернии Тромс в Норвегии. Административный центр коммуны — город Сетермуэн. Официальный язык коммуны — нейтральный. Население коммуны на 2007 год составляло 3994 чел. Площадь коммуны Барду — 2704,05 км², код-идентификатор — 1922.

## История населения коммуны
Население коммуны за последние 60 лет.

Статистика коммуны Барду